# Zima (fiume)
La Zima (in russo Зима?; in lingua buriata: Зэмэ) è un fiume della Russia siberiana orientale, affluente di sinistra dell'Oka. Scorre nei rajon Tulunskij e Ziminskij dell'oblast' di Irkutsk.
Il fiume ha origine dalla confluenza dei rami sorgentiferi Belaja Zima e Čërnaja Zima (Zima Bianca e Zima nera) che scendono dai monti Saiani Orientali; scorre con direzione nord-orientale. Sfocia nella Oka a 139 km dalla foce, nella città di Zima. Il fiume ha una lunghezza di 207 km e il suo bacino è di 4 460 km². La portata media annua di acqua nell'area del villaggio di Zulumaj è di 23,9 m³/s. I suoi maggiori affluenti sono: Ognoj (lungo 67 km) e Igna (75 km) provenienti dalla destra idrografica, Šil'bej (92 km) dalla sinistra.